# 1e Luchtlandingsdivisie

Insigne van de Britse 1e Luchtlandingsdivisie

De Britse 1e Luchtlandingsdivisie (Engels: 1st Airborne Division) was een militaire eenheid die onder leiding van generaal-majoor Roy Urquhart vocht in de Slag om Arnhem tijdens Operatie Market Garden.

## Ontstaansgeschiedenis
Nadat de Duitsers in 1940 met succes luchtlandingseenheden hadden ingezet in Noorwegen, Nederland en België (Eben Emael) en het Europese vasteland grotendeels bezet werd, beval Winston Churchill op 22 juni 1940 tot het oprichten van commando- en parachutisteneenheden om raids te kunnen uitvoeren in bezet Europa. Uiteindelijk werden de parachutisten bijeengevoegd in twee (1e en 6e) luchtlandingdivisies.

## Parachutisten en luchtlandingseenheden
In het Engels is er een duidelijk verschil tussen airborne, airlanding en "parachute" eenheden. In het Nederlands wordt de term "luchtlanding" gebruikt voor zowel "airborne" als "airlanding" wat tot verwarring kan leiden. 
Airborne is overkoepelend en betreft zowel de airlanding als de parachute eenheden, beide gebruiken vliegtuigen om naar hun missiegebied te gaan. 
Airlanding-eenheden landen met zweefvliegtuigen op landingzones. parachute eenheden springen per parachute op dropzones. 
De 1st Airborne Division bestond uit zowel parachutisten en zweefvliegeenheden. De 1st Airlanding Brigade bestond uit zweefvliegeenheden maar had geen parachutisten. De twee parachutebrigades (1e en 4e) bestonden voornamelijk uit parachutisten, alleen de voertuigen en hun geschut werden wel per zweefvliegtuig vervoerd. 
Alle parachutisten en commando's waren vrijwilligers die een strenge keuring en selectie moesten ondergaan. Men kon niet direct dienst nemen bij de parachutisten maar men kon wel overplaatsing aanvragen vanuit een andere eenheid. De parachutistenopleiding vond plaats op Ringway (tegenwoordig Manchester Airport). Britse parachutisten sprongen toen, anders dan de Amerikanen, zonder reserveparachute. De bekende rode baret voor parachutisten werd ingevoerd in maart 1942. Het parachuteregiment werd opgericht in augustus 1942 en het baretembleem werd mei 1943 ingevoerd. Hiervoor droegen de parachutisten meestal de hoofddeksels en emblemen van hun oude eenheden. Luchtlandingseenheden bleven bij hun oude regiment.
Luchtlandingstroepen (airlanding) landden met een zweefvliegtuig op een landingszone (LZ). Het voordeel van de zweefvliegtuigen was dat eenheden compleet aan de grond kwamen en dus minder tijd nodig hadden om zich te groeperen. Het nadeel is dat zweefvliegtuigen lastiger in te zetten waren dan parachutisten in verband met de eisen met betrekking tot het landingsterrein voor de zweefvliegtuigen. Reguliere bataljons infanterie konden worden aangewezen voor een luchtlandingstaak met zweefvliegtuig. Iedere militair moest vervolgens wel medisch geschikt worden bevonden. Tot 1942 kon men vrijwillig bij de luchtlandingseenheden komen of gaan, hierna werden militairen geplaatst zonder keuze. Vluchten per zweefvliegtuig waren niet populair en werden ook nog minder betaald dan parachutesprongen. Voor velen was dit een reden voor overplaatsing naar de parachutisten. Ook luchtlandingseenheden droegen de rode baret.

## Organisatie
Parachutisten en luchtlandingseenheden waren licht bewapend, konden volledig door de lucht vervoerd worden en waren na landing direct inzetbaar. De divisie bestond uit twee parachutebrigades en een luchtlandingsbrigade van ieder drie bataljons infanterie plus ondersteunende eenheden.
Een bataljon parachutisten bestond uit drie compagnieën, één minder dan een normaal bataljon. Een compagnie bestond uit drie pelotons. In een parachutistenbataljon werden veel korporaalfuncties ingevuld door sergeanten, zodat er relatief veel sergeanten in een bataljon zaten. Zware wapens waren beperkt tot een 3-inch mortier en een Vickers machinegeweer. Antitankwapens waren de piat, gammonbommen en enkele 6 ponder geschutstukken. Een compleet parachutistenbataljon op volle sterkte bestond officieel uit 36 officieren en 696 manschappen. Tijdens de slag om Arnhem bestond een parachutistenbataljon gemiddeld uit ongeveer 548 man.
Een luchtlandingsbataljon bestond uit vier compagnieën waarbij iedere compagnie vier pelotons had in plaats van de gebruikelijke drie pelotons. Ieder peloton was wel iets kleiner dan gebruikelijk zodat een compleet peloton in een zweefvliegtuig paste. Hiermee waren de luchtlandingsbataljons groter dan een normaal bataljon en veel groter dan een parachutistenbataljon. Een luchtlandingsbataljon had dezelfde zware wapens als een parachutistenbataljon alleen veel meer. Een compleet luchtlandingsbataljon bestond uit ongeveer 773 man.

## Commandanten van de divisie
- Generaal-majoor Frederick Browning
- Generaal-majoor Hopkinson
- Brigadegeneraal E. Down
- Generaal-majoor Roy Urquhart

## Eenheden 1e luchtlandingsdivisie tijdens de slag om Arnhem
- Commandant: generaal-majoor Roy E. Urquhart

Divisie eenheden
- 1e luchtlanding lichte artillerie: luitenant-kolonel W. Thompson
- 1e luchtlandingsverbindingsdienst eenheid: luitenant-kolonel T. Stephenson
- 21e onafhankelijke parachutisten compagnie: majoor B. Wilson
- 1e luchtlandingsverkenningseskadron: majoor F. Gough

1e Parachutistenbrigade: brigadegeneraal G. Lathbury
- 1e Parachutistenbataljon: luitenant-kolonel D. Dobie
- 2e Parachutistenbataljon: luitenant-kolonel J. Frost
- 3e Parachutistenbataljon: luitenant-kolonel J. Fitch
- 16e Parachutistenveldhospitaal: luitenant-kolonel E. Townsend
- 1e Parachutisteneskadron genie: majoor D. Murray

4e Parachutistenbrigade: brigadegeneraal J. Hacket
- 10e parachutistenbataljon: luitenant-kolonel K. Smyth
- 11e parachutistenbataljon: luitenant-kolonel G. Lea
- 156e parachutistenbataljon: luitenant-kolonel Sir R. des Voeux
- 133 parachutistenveldhospitaal: luitenant-kolonel W. Alford
- 4e parachutisteneskadron genie: majoor A. Perkins

1e Luchtlandingsbrigade: brigadegeneraal Pip Hicks
- 1e bataljon the Borderregiment: luitenant-kolonel T. Haddon
- 2e bataljon the Southstaffordshireregiment: luitenant-kolonel D. Mccardie
- 7e bataljon Kings Own Scottish Borderers: luitenant-kolonel R. Payton Reid
- 181e luchtlandingsveldhospitaal: luitenant-kolonel A. Marrable

## Inzet voor Arnhem
Een van de eerste keren dat een parachutisteneenheid werd ingezet was de raid in februari 1942 op Bruneval door een compagnie van het 2e parachutistenbataljon onder leiding van majoor John Frost.
In november 1942 werd de 1e parachutistenbrigade onder leiding van brigadegeneraal Gerald Lathbury gedropt boven Algerije en Tunesië.
In juli 1943 werden de 1e luchtlandingsdivisie onder leiding van generaal-majoor G.F. Hopkinson ingezet bij de landing op Sicilië. Hopkinson sneuvelde in Italië en werd opgevolgd door brigadegeneraal E. Down. Toen de divisie werd teruggehaald naar Engeland bleef de 2e parachutistenbrigade achter als zelfstandige brigade. De 4e parachutistenbrigade onder leiding van brigadegeneraal J. Hackett nam hierna de taken van de 2e parachutistenbrigade over.
Generaal Down werd overgeplaatst naar India en generaal-majoor Roy Urquhart werd in januari 1944 de nieuwe commandant van de 1e luchtlandingsdivisie. Urquhart had geen ervaring met luchtlandingsoperaties maar wel recente gevechtservaring uit de woestijn.

## Slag om Arnhem
Op 17 september 1944 begon de slag om Arnhem. De 1e luchtlandingsdivisie, versterkt met de Poolse 1e Onafhankelijke Parachutistenbrigade onder leiding van generaal-majoor Stanisław Sosabowski werd over een periode van drie dagen gedropt in de omgeving van Arnhem. Het doel was de rijnbruggen bij Arnhem te bezetten tot het grondleger vanuit het zuiden ze zou aflossen. Uiteindelijk heeft slechts een handvol parachutisten onder leiding van luitenant-kolonel John Frost de noordelijke oprit van de Rijnbrug in Arnhem enkele dagen weten te bezetten. De rest van de divisie heeft geprobeerd de mannen van Frost te versterken maar alle pogingen liepen vast op sterke Duitse tegenstand. Uiteindelijk hebben de Britten zich teruggetrokken in Oosterbeek en daar gepoogd stand te houden tot er versterking uit het zuiden zou komen. Uiteindelijk is ook dit niet gelukt en werden de resterende troepen over de Rijn geëvacueerd.
De 1e luchtlandingsdivisie, inclusief Polen, heeft 11.920 man naar Arnhem gebracht, 1485 (12,5%) daarvan zijn gesneuveld, 6525 (54,7%) raakten vermist of werden gevangengenomen, 3910 (32,8%) werden geëvacueerd.

## Na de slag om Arnhem
Na terugkeer in Engeland konden de overlevenden amper twee zwakke brigades vullen. Ook waren er veel officieren vermist of gevangengenomen. Zo waren de brigadegeneraals Lathbury en Hackett vermist, van de 9 bataljonscommandanten was er maar 1 (Payton Reid) teruggekeerd en van de 30 compagniecommandanten infanterie waren er maar 4 teruggekeerd. De 4e parachutistenbrigade werd opgeheven, de mannen overgeplaatst naar de restanten van de 1e parachutistenbrigade.
In mei 1945 werd de divisie voor het laatst ingezet. De 1e parachutistenbrigade werd naar Denemarken gevlogen om daar de Duitse overgave te regelen. De rest van de divisie deed hetzelfde in Noorwegen als onderdeel van Operatie Doomsday.
In November 1945 werd de 1e luchtlandingsdivisie opgeheven en de mensen overgeplaatst naar de 6e Luchtlandingsdivisie. Toen ook deze divisie werd opgeheven en werd teruggebracht naar een parachutistenbrigade kreeg deze het nummer 16e parachutistenbrigade naar de 1e en 6e Luchtlandingsdivisie.